# KV59
KV59 (Kings’ Valley no. 59) ist die Bezeichnung für ein altägyptisches Grabmal im Tal der Könige, das keiner Person zugeordnet werden konnte. Es wird aufgrund seiner Lage in die 18. Dynastie unter Thutmosis III. (Neues Reich) datiert.
Das Grab wurde nach der Ausgrabung durch das University of Basel Kings’ Valley Project zur Sicherheit mit einem Eisentor versehen, um es vor Überflutungen zu schützen.

## Lage und Entdeckung
Das Grab liegt im südlichen Bereich des Osttals im Tal der Könige in der Nähe von KV26 und gegenüber von KV31 und direkt in nördlicher Linie von KV37, das der Zeit von Thutmosis III. zugeordnet wird.
Wann KV59 geöffnet oder in neuerer Zeit wiederentdeckt worden war, ist nicht nachweisbar. Zu einer früheren Forschungsgeschichte sowie ob und welche Ausgrabungsaktivitäten danach stattgefunden haben, gibt es keine Angaben. Es ist allerdings belegt, dass das Grab James Burton und Eugène Lefébure bekannt war, die eine Kartierung vorgenommen hatten. Die letzten Untersuchungen werden Howard Carter zugeschrieben. Das Grab war über einen langen Zeitraum mit Schutt verfüllt und unzugänglich. Die Suche nach dem Eingang wurde 2010 im Rahmen des 2009 begonnenen University of Basel Kings’ Valley Project von Ägyptologen der Universität Basel unter der Leitung von Susanne Bickel weitergeführt.

## Ausgrabung und Funde
Auf der Suche nach dem Grabeingang stieß das Grabungsteam der Universität Basel vorwiegend auf Bruchstücke von Töpferwaren, die in das Neue Reich datieren. Eines der Fundstücke ließ sich einem Stück aus der 18. Dynastie zuweisen, das ursprünglich aus Grab KV26 stammte. Da sich keine weiteren Objekte fanden, wurde das kleine Grab vermutlich vollständig beraubt.
KV59 besteht aus einem Eingangsschacht und einer Kammer. Der Eingang zum Schacht war hauptsächlich mit kleinen Stücken Kalkstein und Sand angefüllt gewesen. Während der Ausgrabung ließen die einzelnen Schuttschichten Anzeichen mehrerer Überflutungen erkennen. Hier fanden sich außer Fragmenten von Töpferwaren keine weiteren Objekte. Des Weiteren wurde neben dem alten auch neuerer Schutt festgestellt, was dafür spricht, dass das Grab längere Zeit offen gewesen war und Schutt und Geröll durch Überflutungen in das Grab gelangten.

## Die Kammer
Die einzige Kammer in Grab KV59 misst 3 × 3 m und hat eine Höhe zwischen 1,80 und 2 m. Beim Auffinden war diese bis zur Hälfte mit Schlamm und Schutt gefüllt. Bis auf Reste von Keramik gab es keine Funde und es fanden sich keine Hinweise für eine Bestattung.